# 酒井直斗のゲキオト!!
『酒井直斗のゲキオト!!』（さかいなおとのゲキオト）は、CBCラジオで毎週月曜日に放送していたラジオ番組。2014年9月29日放送開始、2015年3月23日放送終了。

## 概要
『0時のつぶやき』『ドラ魂ポーン!!!』でおなじみの酒井直斗が、自身の選曲で、刺激的、劇的、感激できる音楽をお届けするラジオ番組。

## パーソナリティー
- 酒井直斗

## 放送時間
- 毎週月曜日 21:00 - 21:30